# Cleopas Dlamini
Cleopas Dlamini (ur. 26 grudnia 1952) – suazyjski menedżer i polityk, od 16 lipca 2021 roku do 28 września 2023 roku premier Eswatini.